# Кам'янка (Смолевицький район)
Кам'янка (біл. вёска Каменка) — село в складі Смолевицького району Мінської області, Білорусь. Село підпорядковане Усяжській сільській раді, розташоване в центральній частині області.